# 新竹縣立峨眉國民中學
新竹縣立峨眉國民中學，是臺灣新竹縣峨眉鄉的一間縣立國民中學。

## 歷史
1956年春，教育部訂頒國校畢業生免試升學方案，選定新竹縣為試辦地區，同年4月17日，台灣省政府核准新竹縣政府試辦免試升學計畫，本校依據該方案於是年九月成立，定名「新竹縣立北埔初級中學峨眉分校」。
1967年二月十七日正式奉准獨立設校，正名為「新竹縣立峨眉初級中學」，並派謝維嶽為首任校長。
1968年政府實施九年國民教育，易名為「新竹縣立峨眉國民中學」。
2020年，成為新竹及苗栗地區第一所KIST公辦民營中學。

## 外部連結
- 新竹縣立峨眉國民中學 （页面存档备份，存于）